# Ясін Озденак
Ясін Озденак (тур. Ümit Davala, 11 жовтня 1948, Іскендерун) — турецький футболіст, який грав на позиції воротаря, та футбольний тренер. Тривалий час він працює в австралійському клубі «Г'юм Сіті» технічним директором клубу.

## Футбольна кар'єра
Ясін Озденак розпочав виступи на футбольних полях у турецьких клубах «Істанбулспор» і «Галатасарай». У 1977 році Ахмет і Несухі Ертегюн запросили Ясіна, якому виповнилось 28 років, до клубу «Нью-Йорк Космос», де він отримав прізвисько «Ерол Ясін», та де грав разом із такими легендами футболу, як Пеле та Франц Беккенбауер. Тоді Пеле було 35 років, і він грав за «Нью-Йорк Космос» разом з Ясіном Озденаком 2 роки, після чого завершив кар'єру футболіста. Озденак грав на позиції воротаря. В одному з товариських матчів Ясін Озденак грав також проти ще одного легендарного футболіста Дієго Марадони, коли Марадоні було 18 років. Також пізніше Ясін був головним тренером «Космоса».
Ясін Озденак пізніше працював тренером австралійської команди «Г'юм Сіті», яка на той час грала в Прем'єр-лізі Нового Південного Уельсу. Він привів команду до першої п'ятірки в турнірній таблиці в її першому сезоні, а також до перемоги в Континентальному кубку (тепер відомий як «Tiger Turf Cup»).

## Особисте життя
Ясін Озденак народився у спортивній родині, його брати Доган, Мустафа та Гьокмен також були професійними футболістами. У нього є ще 2 брати і сестри Фіген і Тункай.